# Maxmilián Kolbe
Svatý Maxmilián Maria Kolbe (polsky Maksymilian Maria Kolbe, občanským jménem Rajmund Kolbe; 8. ledna 1894, Zduńska Wola, Polsko – 14. srpna 1941, Osvětim-Březinka, Polsko) byl polský římskokatolický kněz, minorita, filosof, teolog, misionář a mučedník.
Byl propagátorem používání moderních prostředků při pastoraci a evangelizaci, v klášteře Niepokalanów, který v Polsku založil a vedl, zřídil obrovské tiskařské závody, které produkovaly katolické časopisy (zejména Rytíř Neposkvrněné a Serafínská pochodeň), jakož i další tiskoviny. Založil též Rytířstvo Neposkvrněné, které mělo už za jeho života tisíce členů.
Za druhé světové války Kolbe v klášteře Niepokalanów zřídil tajné úkryty pro uprchlíky před nacismem, kterými prošlo postupně asi 2-3 tisíce lidí. Řeholníci i jinak pomáhali odboji, zejména jako poslové, kontaktní osoby a padělatelé dokladů.
V roce 1941 byl Kolbe zatčen a poslán do koncentračního tábora. Skončil v koncentračním táboře Auschwitz-Birkenau (Auschwitz I), kde zemřel, když nabídl svůj život výměnou za život otce rodiny Franciszka Gajowniczka, jednoho z deseti vězňů, kteří byli odsouzeni k smrti hladem za to, že z tábora předtím jeden vězeň utekl.
Dne 17. října 1971 jej papež sv. Pavel VI. beatifikoval a 10. října 1982 jej sv. Jan Pavel II. prohlásil za svatého. Též např. Starokatolická církev v České republice si ho nejpozději od října 2011 připomíná jako mučedníka.

## Mládí a studia

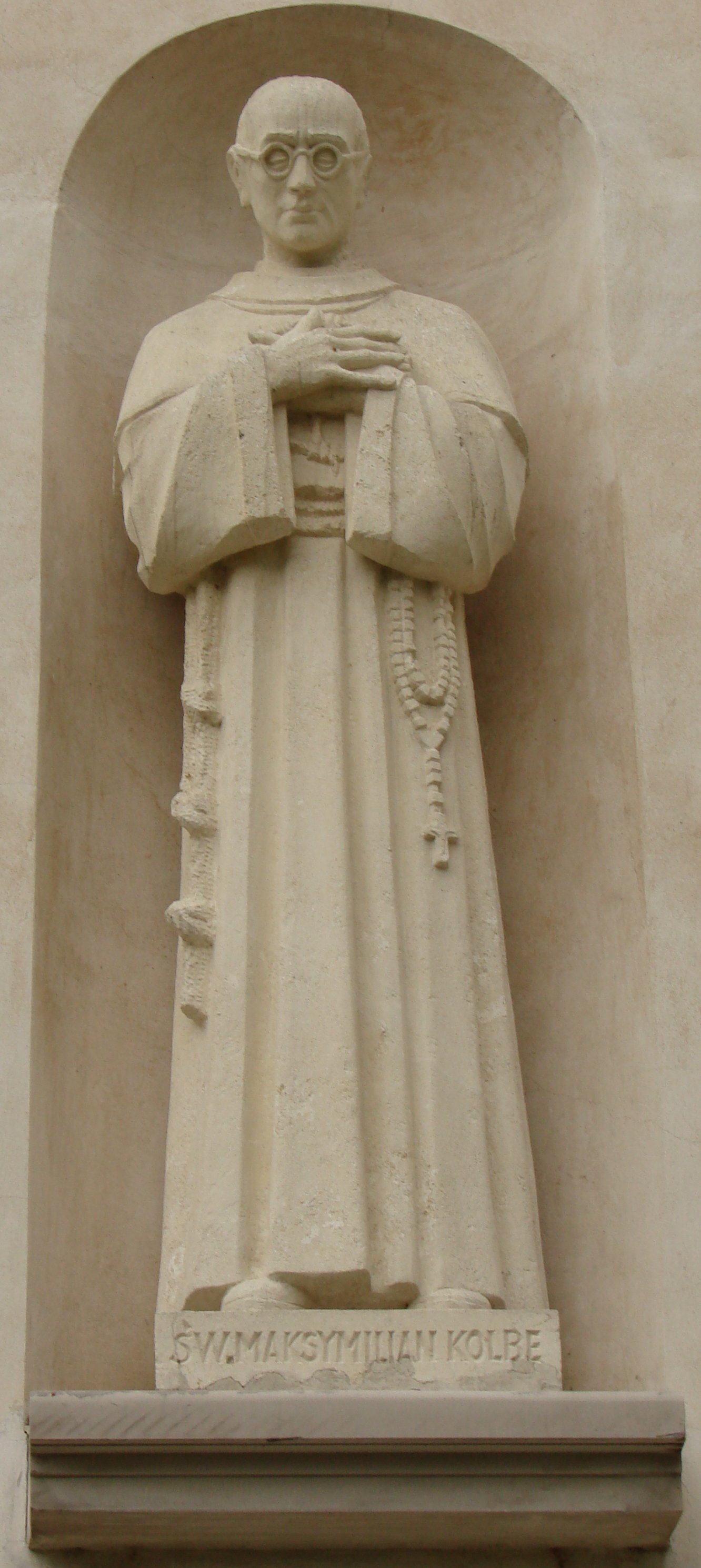
Socha Maxmiliána Kolbeho v Muszyně

Narodil se jako 8. ledna 1894 ve Zduńské Woli, která tehdy patřila k carskému Rusku, jako druhý syn Julia Kolbeho a Marie, rozené Dabrowské. Otec byl Němec, matka Polka, rodina byla chudá. 18. ledna byl v místním kostele pokřtěn jménem Rajmund. V roce 1906 se mu dle jeho prohlášení v kostele zjevila Panna Maria, tento zážitek jej silně ovlivnil po celý zbytek života.
V roce 1907 se spolu se starším bratrem Francisem rozhodl stát františkánem. Společně ilegálně překročili rusko-rakouské hranice a začali společně studovat ve františkánském semináři ve Lvově. V roce 1910 byl přijat do noviciátu a přijal jméno Maksymilian. O dva roky později odjel studovat nejprve do Krakova na Jagelovskou univerzitu (na jedné z univerzitních budov má umístěnou Pamětní desku na jeho studium) a o několik měsíců později byl jako obzvlášť nadaný student poslán do Říma, kde studoval teologii, filosofii, matematiku a fyziku. Zde složil 1. prosince 1914 věčné sliby a přijal jméno Maria.
V roce 1915 obdržel doktorát filosofie na Papežské univerzitě Gregorianě, 28. dubna 1918 přijal kněžské svěcení a v roce 1919 získal doktorát teologie na Papežské univerzitě sv. Bonaventury. Poté se vrátil do nyní nezávislého Polska.
Maxmilián Maria Kolbe si byl vědom toho, že moderní doba vyžaduje moderní prostředky. K šíření a povzbuzování víry začal využívat tisk. Nejprve v klášteře v městě Grodno, později v klášteře Niepokalanów, který založil v roce 1927, začal vydávat periodika Rytíř Neposkvrněné, Serafínská pochodeň, „Mały Dziennik“ a několik dalších. V těchto časopisech povzbuzoval víru, bojoval proti herezím a vyvracel různé bludy. Časopisy Rytíř Neposkvrněné a „Mały Dziennik“ se však neomezovaly pouze na náboženská témata – věnovaly se také společnosti, politice a kultuře. Za kontroverzní byly považovány zejména články o Židech (např. podpora myšlenky přesídlení 70 000 Židů na Madagaskar ) a svobodných zednářích .
V souvislosti se svou velkou láskou k Panně Marii založil tzv. Rytířstvo Neposkvrněné, které už za jeho života mělo tisíce členů.
V letech 1930-1936 podnikl též několik misijních výprav do Japonska, kam také rozšířil Rytířstvo Neposkvrněné a založil japonskou verzi časopisu Rytíř Neposkvrněné a františkánský klášter ve městě Nagasaki, který dodnes patří k nejvýznamnějším křesťanským klášterům země.
Za druhé světové války Kolbe v Niepokalanówě, který byl tehdy bezkonkurenčně největším františkánským klášterem na světě (s asi 800 mnichy), zřídil tajné úkryty pro uprchlíky před nacismem, kterými prošlo postupně asi 2-3 tisíce lidí, včetně stovek Židů. Mniši i jinak pomáhali odboji, zejména jako poslové, kontaktní osoby, zásobovatelé a padělatelé dokladů.

## Koncentrační tábor a smrt
Už 19. září 1939 byl poprvé zatčen (spolu se 40 spolubratry), ale tehdy jej ještě nacisté pustili. V únoru 1941 jej gestapo zatklo podruhé a po čtvrt roce v Pawiaku byl poslán do německého vyhlazovacího a koncentračního tábora Auschwitz – Birkenau (ve městě Osvětim a u obce Březinka), kde zemřel v hladové komoře, když nabídl svůj život výměnou za život Franciszka Gajowniczka – otce rodiny, jednoho z deseti vězňů, kteří byli odsouzeni k smrti hladem za to, že z tábora předtím jeden vězeň utekl.
V cele ostatním odsouzeným dodával odvahu a říkal jim, že brzy budou s Pannou Marií v nebi. Po dvou týdnech dehydratace a hladovění byl Kolbe stále naživu. Stráže mu poté vstříkly do žil injekci fenolu. Někteří přítomní následně tvrdili, že Kolbe pouze zvedl levou ruku a klidně čekal na smrtící injekci. Jeho pozůstatky byly spáleny 15. srpna, na Slavnost Nanebevzetí Panny Marie.

## Posmrtné pocty a otázka mučednictví

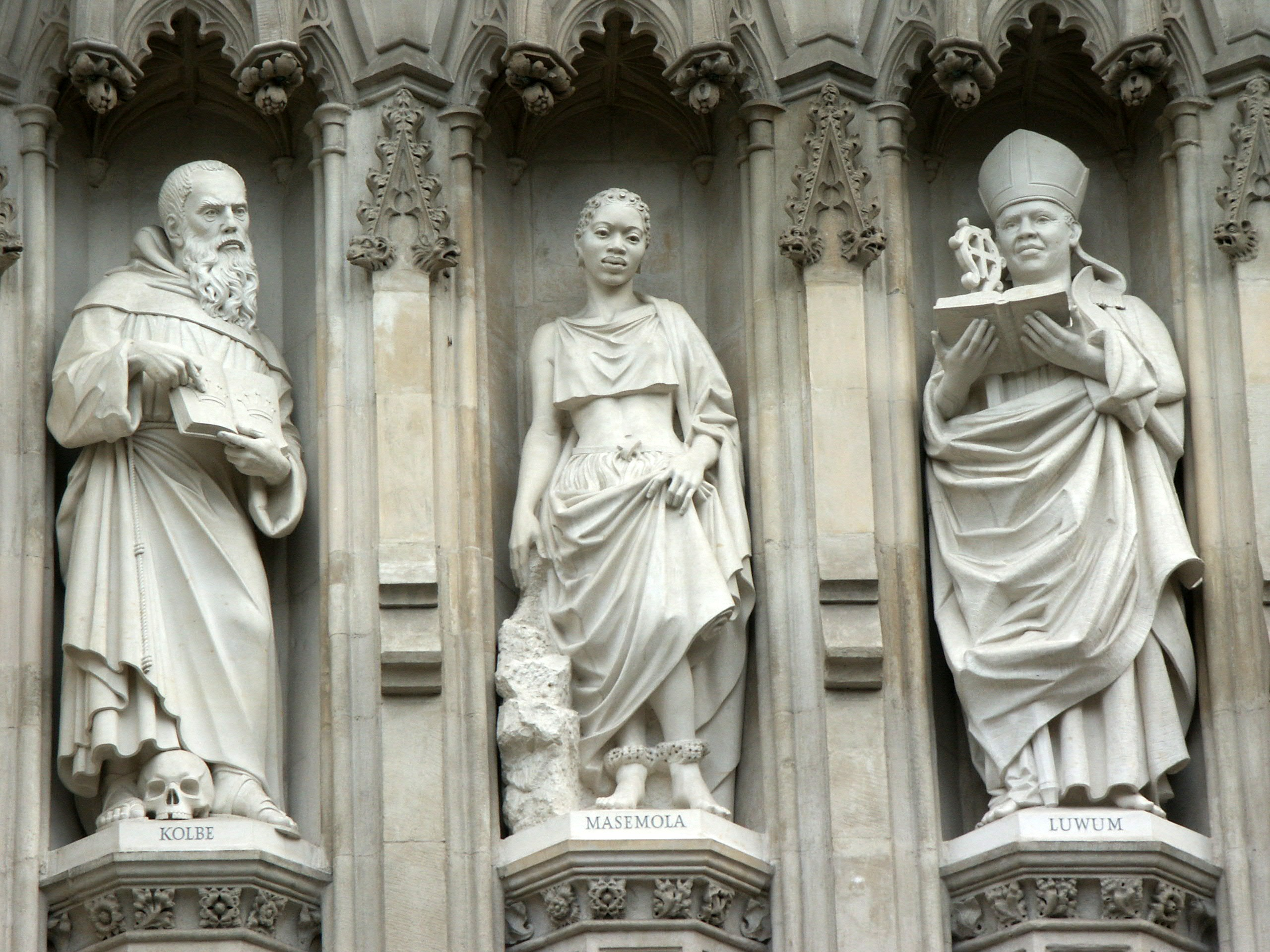
Kolbe v galerii mučedníků na fasádě Westminsterského opatství

Dne 17. října 1971 prohlásil sv. Pavel VI. Maxmiliána Kolbeho za blahoslaveného. Při této příležitosti dodal, že by mohl být pokládán za „mučedníka křesťanské lásky“, ze strany svatého otce však šlo pouze o osobní gesto, neboť pro tento postoj neměla teologie nebo církevní právo žádnou kategorii. Z tohoto důvodu polský a německý episkopát Svatému Stolci zaslali petice, ve kterých žádali, aby Maxmilián Kolbe byl svatořečen jako mučedník a nebyl pokládán pouze za zbožného vyznavače Krista, který zemřel za výjimečných okolností. To, zda bude polský duchovní prohlášen za mučedníka, nebylo jasné ani v den jeho kanonizace, neboť Jan Pavel II. v předchozích měsících jmenoval dva zvláštní znalce, jejichž úkolem bylo posoudit otázku Kolbeho mučednictví z teologického a historického hlediska. Jejich zprávy pak byly předloženy členům zvláštní komise, která většinovým počtem hlasů dospěla k závěru, že oběť nesplňuje tradiční kritéria pro mučednictví, ačkoliv se bezpochyby jednalo o hrdinský skutek. Důvodem byla mj. skutečnosti, že nebyl zatčen ani zabit kvůli odium fedei (nenávisti k víře). Většina svědků jeho oběti totiž potvrdila, že Karl Fritzsch, který zásah nařídil, přijal Kolbeho jako náhradu za Gajowniczka, aniž projevoval jakékoliv uspokojení z faktu, že nechává zemřít kněze. Při slavnostní kanonizaci, která proběhla 10. října 1982, přesto sv. Jan Pavel II. prohlásil: „Z moci své apoštolské autority nařizuji, aby Maximilian Maria Kolbe, který byl po svém blahořečení uctíván jako vyznavač víry, byl od této chvíle uctíván rovněž jako mučedník!“

## Kolbe a Židé
Kolbeho vztah k Židům je kontroverzní otázkou, která vyvolala menší spory okolo jeho kanonizačního procesu. Byl striktním antijudaistou a v řadě svých kázání ostře vystupoval proti nim. Obviňoval je z nepřátelského postoje vůči křesťanství, náklonnosti ke komunismu a celosvětového spiknutí za účelem zničení křesťanů. Polští Židé jej v té době považovali za svého nepřítele. Řada kritiků proto vystoupila proti jeho kanonizaci a poukázala na riziko, že někteří extremisté budou jeho kanonizaci brát jako potvrzení správnosti svých protižidovských předsudků. Tyto argumenty však církev popírá a jednoduše konstatuje, že chtěl pouze Židy obrátit na svou víru.
Na druhé straně Kolbe ovšem vedl svoji „válku s Židy“ pouze v ideologické rovině. Ostře odsoudil násilí, které na nich bylo koncem třicátých let pácháno, a za okupace Polska ukryl či podpořil na útěku stovky z nich. Vystupoval proti pronásledování Židů, po okupaci Polska je skrýval a pomáhal jim v útěku. Zastánci jeho kanonizace tehdy tvrdili, že jednak kanonizace nestanoví žádnou neomylnost učení svatořečeného ani neposkvrněnost celého jeho života (viz např. sv. Pavel, který před svým obrácením pronásledoval a likvidoval křesťany), a i když (by) byl jeho postoj k Židům problematický, pak byl rozhodně odčiněn.

## Kinematografie
Životní osudy Maxmiliána Kolbeho se staly námětem pro životopisný film Život za život - Maxmilián Kolbe (Życie za życie. Maksymilian Kolbe). Snímek byl uveden v roce 1991 a natočil jej polský režisér Krzysztof Zanussi.

## Stavby zasvěcené M. Kolbemu
Kaple sv. Maxmiliána Kolbeho u Památníku obětem zla v Plzni. Dne 17. srpna 2019 byla Maxmiliánu Kolbemu zasvěcena zvonička v obci Bohutín (Lidmaň).